# Văcarea (okręg Gorj)
Văcarea – wieś w Rumunii, w okręgu Gorj, w gminie Dănești. W 2011 roku liczyła 573 mieszkańców.